# 波奇諾克
54°24′30″N 32°26′32″E / 54.40833°N 32.44222°E
波奇諾克（俄语：Починок）是俄羅斯斯摩棱斯克州南部的一個城市，位於連接布良斯克和斯摩棱斯克的鐵路上。2002年人口9,578人。
1868年開埠，1926年建市。城名在舊俄語的意思是「在空地上建立的村莊」。